# نبرد وورونژ (۱۹۴۲)
نبرد وورونژ (انگلیسی: Battle of Voronezh) نبردی در جبهه شرقی (جنگ جهانی دوم) بود، در داخل و اطراف شهر مهم استراتژیک وورونژ در دن (رود)، در ۴۵۰ کیلومتری (۲۸۰ مایل) جنوب. مسکو، از ۲۸ ژوئن تا ۲۴ ژوئیه ۱۹۴۲، به عنوان حرکت آغازین حمله تابستانی آلمان مورد آبی در سال ۱۹۴۲.